# Akcija Reinhard
Akcija Reinhard (nemško Aktion Reinhard, Einsatz Reinhard, Aktion Reinhardt or Einsatz Reinhardt) je bilo kodno ime nacistov za načrt, po katerem so želeli umoriti vse poljske Jude v bivši generalni guberniji in jih oropati njihovega imetja. Med to operacijo je bilo v uničevalnih taboriščih sistematično umorjenih več kot dva milijona ljudi, skoraj vsi so bili Judje.
Na konferenci v Wannseeju januarja 1942 je šef RSHA, SS - Obergruppenführer Reinhard Heydrich zbranim udeležencem sporočil, da je Adolf Hitler naročil iztrebljenje vseh evropskih Judov, s čimer se je začela zadnja faza v nacističnem odnosu do Judov: »die Endlösung« ali dokončna rešitev judovskega vprašanja. Načrt je predvideval usmrtitev okrog 11 milijonov ljudi. Ker je večina evropskih Judov živela na Poljskem in v Rusiji, naj bi centri uničevanja ležali kar na »kraju obravnave«, torej na Poljskem. Po konferenci so na ozemlju generalne gubernije (Lublin) začeli graditi tri taborišča, namenjena izključno množičnemu usmrčevanju Judov. To so bila (po časovnem zaporedju nastanka) Belzec, Sobibor in Treblinka. Taborišči Chelmno in Majdanek nista spadali v okvir 'Akcije Reinhard', kakor so s šifro poimenovali načrt pobijanja po smrti Reinharda Heydricha junija 1942. Poveljstvo akcije Reinhard je imelo sedež v mestu Lublin, samo akcijo je vodil SS - Gruppenführer Odilo Globocnik. Inšpektor taborišč, ki je skrbel za nemoten potek ubijanja, je bil najprej Herman Höffle, avgusta 1942 pa SS - Hauptsturmführer Christian Wirth, imenovan »divji Christian« zaradi svoje okrutnosti, saj se je bil sposoben z bičem lotiti samih esesovcev. Vsako taborišče je imelo svojega komandanta, odgovornega inšpektorju. Wirth je bil primeren kandidat za funkcijo inšpektorja, saj je imel izkušnje iz dobe poskusnih programov evtanazije, v okviru katere so nacisti pobili s plinom nekaj desettisoč oseb. Tudi začetno zaplinjevanje v posebnih tovornjakih v taborišču Chelmno decembra 1941 je vodil on.
Osebje za akcijo Reinhard so izbrali iz tistih esesovcev in pripadnikov Sicherheitsdienst, ki so sodelovali v evtanazijskem programu, saj so imeli izkušnje z množičnim ubijanjem s plinom. Na Poljsko je odšlo 96 esesovcev, ki so nato vodili program v taboriščih. Kot stražarje so novačili Ukrajince (po navadi Volksdeutscherje), ki so bili eden najbolj antisemitskih narodov v Evropi poleg Poljakov.
Akcija Reinhard je potekala od marca 1942, ko je začelo delovati taborišče Belzec, do decembra 1943, ko so zabrisali zadnje sledove za taboriščem Sobibo]. Življenje v njej je izgubilo okrog 2.500.000 Judov in drugih.